# Most přes Öresund
Most přes Öresund nebo Öresundský most (dánsky Øresundsbroen, švédsky Öresundsbron) je kombinovaný most spojující dánský umělý ostrov Peberholm se švédským přístavním městem Malmö, součást dálničního a železničního spojení Kodaň–Malmö přes průliv Öresund. Když v roce 2000 dánská královna Markéta II. a švédský král Karel XVI. Gustav přestřihli pásku při zahajovacím ceremoniálu, stalo se tak poprvé od doby ledové, že je Skandinávský poloostrov připojen k pevninské Evropě. Díky mostu a navazujícímu tunelu trvá cesta z Malmö do Kodaně pouhých 35 minut.

## Obecné údaje
Most je druhým největším pevným mostem v Dánsku. Celý přejezd měří 16 km a tvoří ho (z dánské strany): 430 m dlouhý uměle vytvořený poloostrov, tunel měřící přes 3,5 km a vedoucí 10 m pod vodou, 4 km dlouhý umělý ostrov a 7845 m dlouhý most. Jeho hlavní část s mezerou pro lodě je zavěšená na dvou 204 m vysokých pylonech. Vlastní most je dvoupatrový. Horní patro slouží automobilové dopravě, ve spodním patře jezdí vlaky rychlostí až 130 km/hod. V nejvyšším místě je koruna vozovky 57 m nad vodní hladinou. Přejezd mostu je zpoplatněn, konkrétně částkou 64 €.

## Z historie
Idea spojení dánského Sjællandu se švédskou Skanií je stará přes 130 let, ale až ve třicátých letech dvacátého století dostaly projekty vztahující se k mostu jasnou podobu. Dohoda o stavbě mostu byla podepsána v roce 1991. Stavba byla zahájena v srpnu 1995, poslední díl mostu osazen 13. srpna 1999. Pro běžný silniční provoz byl most otevřen 1. července 2000 ve 23 hodin, první vlaky vyjely 2. července v 6.09 z Malmö. V polovině listopadu 2015 Švédsko zavedlo hraniční kontroly na dálničním mostě Öresundbron, spojující tuto zemi s Dánskem. Obdobné kontroly byly uplatňovány i v přístavech, kam připlouvají trajekty z Dánska a Německa. Ačkoli měly být zavedeny na dobu jen deseti dnů, byly pak prodlouženy na neurčito.

Přes most přejede denně 10 000 automobilů a 20 000 cestujících 280 vlaky včetně rychlodráhy Kodaň – Malmö.

## V populární kultuře
- Oficiální instrumentální skladbu pro slavnostní otevření mostu dne 1. července 2000 složil Per Gessle. Jmenuje se View from a bridge.
- Most Øresund dal jméno dánsko–švédskému noirovému krimi televiznímu seriálu Most (dánsky Broen, švédsky Bron), jeho děj se odehrává přímo na mostě, nebo v jeho okolí.
- Když švédské Malmö v roce 2013 hostilo soutěž Eurovision Song Contest, byl most použit jako symbol spojení Švédska se zbytkem Evropy.
- Byl inspirací pro píseň „Walk Me to the Bridge“ skupiny Manic Street Preachers z alba Futurology.